# Приозерна (Новосибірська область)
Приозерна (рос. Приозерная) — присілок у Коченевському районі Новосибірської області Російської Федерації.
Входить до складу муніципального утворення Шагаловська сільрада. Населення становить 64 особи (2010).

## Історія
Згідно із законом від 2 червня 2004 року органом місцевого самоврядування є Шагаловська сільрада.

## Населення
| 2002 | 2007 | 2010 |
| ---- | ---- | ---- |
| 65   | ↗68  | ↘64  |